# Domenico Condello
Domenico Condello detto Micu u pacciu (Reggio Calabria, 4 novembre 1956) è un mafioso italiano della 'ndrangheta, affiliato, ed in seguito alla cattura di suo cugino Pasquale Condello, capobastone dei Condello; fino alla sua cattura era nell'elenco dei latitanti più pericolosi d'Italia.

## Biografia
Domenico Condello è il cugino del più noto Pasquale Condello, detto U supremu e cognato di Antonio Imerti dell'omonima famiglia. 
Fu lui ad uccidere nella seconda guerra di 'Ndrangheta il boss Paolo De Stefano e per questo omicidio fu processato e condannato. 
Secondo il pentito Giacomo Ubaldo Lauro era un grado al di sotto di suo cugino Pasquale e allo stesso livello dei suoi fratelli Paolo Pasquale e Vincenzo.
Domenico Condello è stato condannato all'ergastolo al processo Olimpia per associazione mafiosa, traffico di droga, estorsione e omicidio ed era ricercato sin dal 7 dicembre 1990, mentre in campo internazionale le ricerche erano state diramate dal 20 febbraio 1993.
La sua latitanza è terminata il 10 ottobre 2012 con il suo arresto da parte delle forze dell'ordine a Rosalì di Reggio Calabria.